# Chaz Bono
Chaz Salvatore Bono (ursprungligen Chastity Sun Bono), född 4 mars 1969 i Los Angeles, Kalifornien, är en amerikansk aktivist, författare och musiker. Han är Sonny Bonos och Chers enda gemensamma barn. Han gick igenom könsbekräftande behandling 2008-2010.
Chastity Bono döptes efter filmen Chastity (1969) i vilken Cher spelar huvudrollen med samma namn. Som barn medverkade han i föräldrarnas TV-program, The Sonny & Cher Comedy Hour och The Sonny & Cher Show. I början av 1990-talet var han medlem i bandet Ceremony. 
Bono kom offentligt ut som lesbisk i The Advocate 1995 och har sedan dess varit aktiv i HBTQ-aktivism. 1998 publicerades självbiografin Family Outing. I den beskriver Bono hur modern Cher, en stor gayikon, ursprungligen reagerade negativt när Chaz kom ut som lesbisk, men senare kom att ändra inställning. Cher har sedan också blivit HBTQ-aktivist. 
Bono påbörjade sin könsbekräftande process eller "transition" 2008 och blev juridiskt skriven som man 2010. Hans könsbekräftande behandling är föremål för dokumentärfilmen Becoming Chaz (2011). 2011 deltog Bono också i den amerikanska versionen av Dancing with the Stars med Lacey Schwimmer som danspartner. 
Chaz Bono har en äldre halvsyster, Christine, och två yngre halvsyskon, Chesare och Chianna, på sin fars sida, samt den yngre halvbrodern Elijah Blue Allman på sin mors sida.